# Sylvia Plath
Sylvia Plath (Aussprache [plæθ]; * 27. Oktober 1932 in Jamaica Plain bei Boston, Massachusetts; † 11. Februar 1963 in Primrose Hill, London) war eine amerikanische Schriftstellerin. Als Plaths Hauptwerk gelten ihre Lyrik, insbesondere der nachgelassene Lyrikband Ariel, sowie ihr einziger Roman Die Glasglocke. Daneben schrieb Plath Kurzgeschichten und Kinderbücher.
Sylvia Plaths Literatur wird zumeist im Kontext ihrer Lebensgeschichte gewertet. Ihre Gedichte gelten als Confessional Poetry (Bekenntnislyrik), und auch in ihrer Prosa verarbeitete sie autobiografische Erlebnisse wie einen Suizidversuch oder die Beziehung zu ihrem Ehemann Ted Hughes. Erste Arbeiten veröffentlichte Plath bereits zu Lebzeiten; der literarische Erfolg setzte aber erst postum nach ihrem Suizid mit der Veröffentlichung nachgelassener Gedichte sowie der US-Publikation ihres Romans in den späten 1960er und frühen 1970er Jahren ein. Neben ihrem Werk wurden auch Plaths Leben und ihr früher Tod zum Gegenstand des öffentlichen Interesses. Plath wurde zu einer Symbolfigur der Frauenbewegung stilisiert und ihre Lebensgeschichte als Spiegelbild der Rolle der Frau in der Gesellschaft verstanden.
Sylvia Plath

Link zu einer undatierten italienischen Fotografie

Sylvia Plaths Signatur

(Bitte Urheberrechte beachten)

## Leben
Sylvia Plath war die Tochter des deutschstämmigen Biologieprofessors Otto Emil Plath (1885–1940) und der Lehrerin Aurelia Schober Plath (1906–1991), die aus einer österreichischen Einwandererfamilie stammte. Sylvia hatte einen jüngeren Bruder namens Warren Joseph (1935–2021).
Sylvia Plath war acht Jahre alt, als ihr Vater starb. Kurz nach seinem Tod begann sie mit dem Schreiben. Zum ersten Mal wurde eines ihrer Gedichte 1945 in der Schülerzeitung The Phillipian veröffentlicht. Innerhalb weniger Jahre entstanden mehr als vierhundert Gedichte.

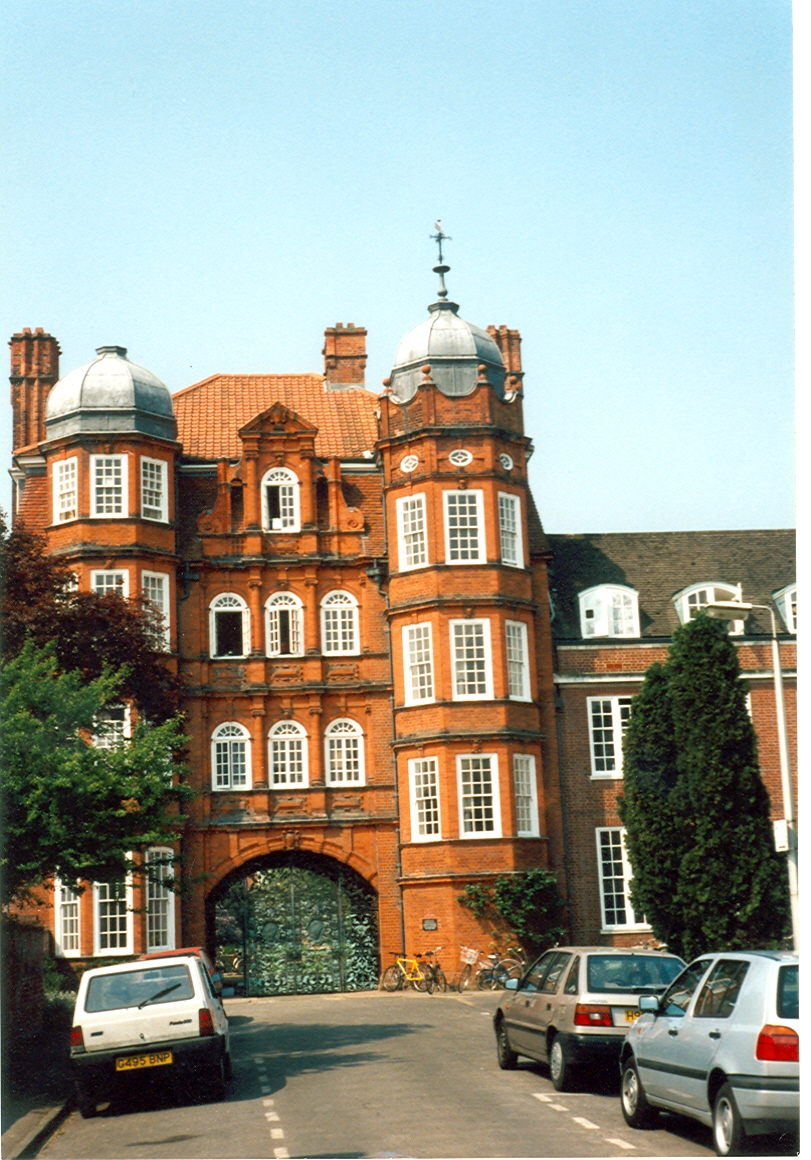
Newnham College in Cambridge, wo Sylvia Plath studierte und Ted Hughes kennenlernte

1950 begann Plath ein Studium am Smith College in Northampton, Massachusetts mit einem Begabtenstipendium, welches ihr von der Romanautorin und späteren Freundin und Förderin Olive Higgins Prouty gestiftet wurde. Am Smith College nahm sie auch an einem „Creative-writing“-Seminar bei Alfred Kazin teil. 1952 gewann sie mit der Kurzgeschichte Sonntag bei den Mintons den Schreibwettbewerb der Zeitschrift Mademoiselle. Im Juni 1953 wurde sie zusammen mit neunzehn weiteren Studentinnen aus dem ganzen Land ausgewählt, an der Augustausgabe, der so genannten College-Ausgabe, von Mademoiselle mitzuarbeiten, und verbrachte den Monat in New York. Nach ihrer Rückkehr litt sie unter starken Depressionen, die mit Elektroschocks behandelt wurden, ohne dass diese Therapie zu einer Besserung führte. Am 24. August 1953 versuchte Plath, sich mit Schlaftabletten das Leben zu nehmen. Sie überlebte den Suizidversuch und verbrachte die nächsten Monate in einer psychiatrischen Klinik. Die Ereignisse dieses Jahres, beginnend mit ihrem Aufenthalt in New York, bilden die Basis für ihren halbautobiografischen Roman Die Glasglocke, der 1963 unter dem Pseudonym „Victoria Lucas“ erschien.
Bis zum Frühjahrssemester 1954 war Sylvia Plath in psychiatrischer Behandlung. Sie litt an Stimmungsschwankungen und Depressionen. Im Sommer 1955 schloss Plath am „Smith College“ ihr Studium dennoch mit einer ausgezeichneten Examensarbeit zu Dostojewskis Doppelgänger ab. Im Herbst 1955 erhielt sie ein Fulbright-Stipendium des Newnham College der Universität Cambridge in England und unternahm verschiedene Reisen durch Europa. An der Cambridge University lernte Plath 1956 den Schriftsteller Ted Hughes kennen und verliebte sich in ihn. Nur wenige Monate später, am 16. Juni 1956, heirateten die beiden. Von Juni 1957 bis Oktober 1959 lebten und arbeiteten Plath und Hughes in den USA. In dieser Zeit war Sylvia Plath im Smith College als Instructor (dt.: Dozentin) tätig. Ab Dezember 1958 begab sie sich erneut für etwa ein halbes Jahr in psychotherapeutische Behandlung, um die Gründe für ihre depressiven Stimmungsschwankungen sowie ihre Schlaflosigkeit und ihre zeitweiligen Schreibblockaden aufzuarbeiten. 1959 besuchte Plath ein Lyrikseminar von Robert Lowell, wo sie Anne Sexton kennenlernte. Nach der Rückkehr nach London brachte sie 1960 ihre Tochter Frieda Rebecca zur Welt.

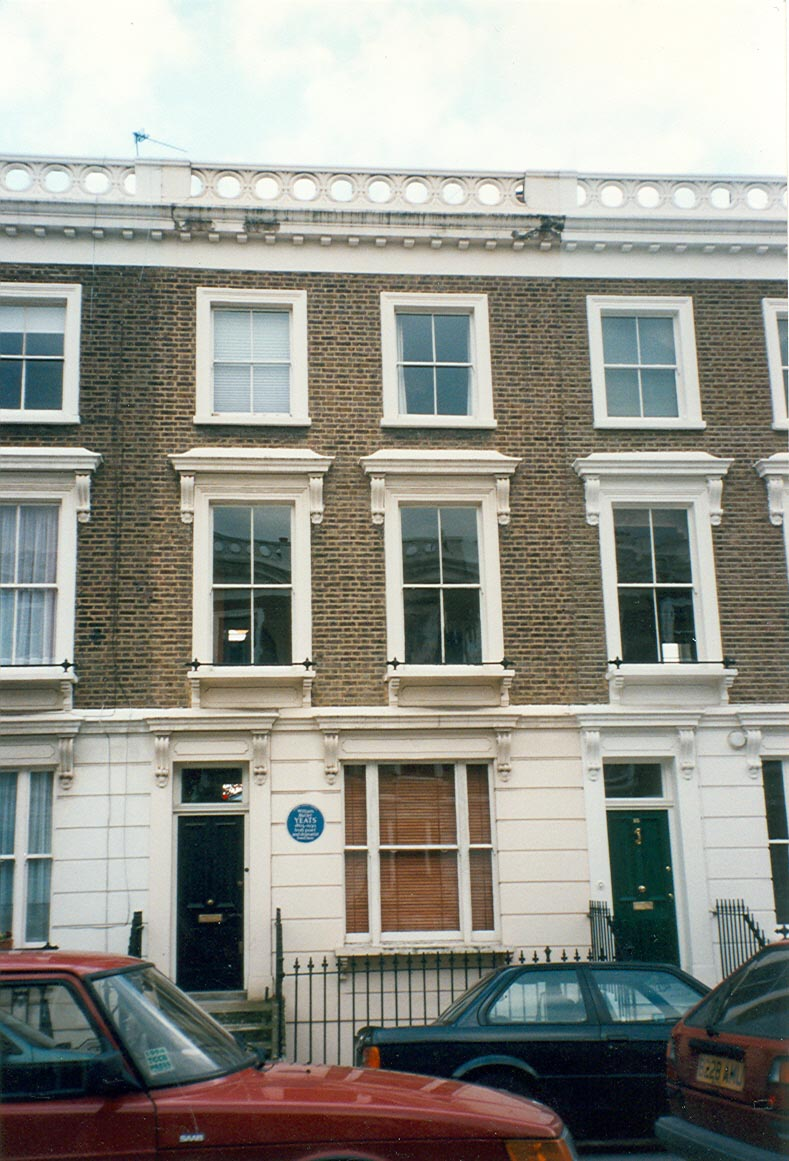
Fitzroy Road 23 in London – das Haus, in dem Sylvia Plath in ihren letzten Wochen lebte

Im Oktober 1960 veröffentlichte Sylvia Plath die Gedichtsammlung The Colossus And Other Poems, die vom Londoner Heinemann Verlag angenommen worden war. Sylvia Plath und Ted Hughes zogen in ein Landhaus in Devon im Südwesten Englands um. Nach einer Fehlgeburt am 6. Februar 1961 brachte sie am 17. Januar 1962 ihren Sohn Nicholas Hughes (1962–2009, Suizid) zur Welt. Im Mai desselben Jahres erschien The Colossus And Other Poems auch in den USA. Im Oktober 1962 trennten sich Plath und Hughes. Plaths einziger Roman Die Glasglocke (The Bell Jar) wurde am 14. Januar 1963 veröffentlicht.
Vier Wochen später, am 11. Februar 1963, nahm Plath sich das Leben, indem sie erneut Schlafmittel schluckte, die Küche mit Handtüchern abdichtete, den Gashahn des Herdes aufdrehte und den Kopf in den Backofen legte. Es wurden einige Abschiedsbriefe gefunden sowie ein beschriebenes Blatt mit der Angabe der Telefonnummer ihres Arztes und der Bitte, diesen anzurufen. Ihre Kinder schliefen in einem Zimmer im oberen Stockwerk. Mehrere Freunde von Plath und Hughes wie Al Alvarez oder Lucas Myers, aber auch Ted Hughes selber, vermuteten aufgrund verschiedener Umstände, dass Sylvia Plaths Suizid ein Hilferuf („a cry for help“) war und sie darauf gehofft hatte, noch rechtzeitig aufgefunden zu werden.
Die Schriftstellerin wurde in Heptonstall, West Yorkshire, England, nahe der Geburtsstätte von Ted Hughes als Sylvia Plath Hughes beigesetzt. Die meisten Werke Sylvia Plaths erschienen erst nach ihrem Tod. Ihr lyrisches Spätwerk aus den Jahren 1962 und 1963 veröffentlichte Ted Hughes 1965 in der Gedichtsammlung Ariel. 1982 wurde Plaths lyrisches Gesamtwerk in der Gedichtesammlung The Collected Poems publiziert und postum mit dem Pulitzer-Preis in der Kategorie Poesie ausgezeichnet.

## Werk

### Autobiografische Schriften
Sylvia Plath führte seit ihrem elften Lebensjahr Tagebuch. Die Tagebücher ab Juli 1950 wurden in unterschiedlichen Ausgaben von ihren Erben veröffentlicht, wobei die bislang bekannten Aufzeichnungen im November 1959 abbrechen; von den späteren Jahren existieren nur Fragmente. Im Vorwort der ersten Herausgabe von Plaths Tagebüchern 1982 bekannte Ted Hughes, den letzten Band der Tagebücher habe er vernichtet, weil er „nicht wollte, daß ihre Kinder das je lesen müßten“. Ein anderer Band sei „verschwunden“. Weitere Auslassungen dieser Ausgabe räumte die Herausgeberin Frances McCullough ein. Sie entsprangen der Rücksicht gegenüber denen, „die ihr Leben als Person in diesem Drama noch zu Ende leben müssen. Einige bösartige Spitzen wurden ausgelassen“ sowie aus Diskretion Passagen über „Sylvia Plaths Erotik, die ziemlich ausgeprägt war“. Erst im Jahr 2000 erschienen unter der Herausgabe Karen K. Kukils die „ungekürzten Tagebücher“. In dieser Ausgabe sind lediglich einige Namen abgekürzt sowie insgesamt zwölf Sätze gestrichen.
Ted Hughes leitete die Tagebücher ein: „Sylvia Plath war ein Mensch mit vielen Masken, sowohl in ihrem Privatleben als auch in ihrem Schreiben.“ Ein Teil dieser Masken seien Verteidigungsreflexe, andere bewusstes Ausprobieren verschiedener Posen und Stile. In ihren Tagebüchern habe Plath versucht, den widersprüchlichen Identitäten ihr wirkliches Selbst gegenüberzustellen. Für Elisabeth Bronfen waren die Tagebücher ein Archiv der unterschiedlichsten Selbstentwürfe Plaths, die sie zu einer einheitlichen, stimmigen Form zu ordnen versuche, wobei stets eine reflektierende Stimme durchbreche, die die Widersprüche und Ambivalenzen kommentiere. Im ersten Teil bis zu ihrem Suizidversuch stehe die Identitätssuche der jungen Sylvia im Mittelpunkt. Thematisiert werde immer wieder die einengende kulturelle Norm sowie die Unvereinbarkeit der hochgesteckten Erwartungen und ihres Selbstzweifels. Der zweite Teil der Tagebücher kreise vor allem um Ted Hughes, seine Idealisierung und Funktion als Doppelgänger des früh verstorbenen Vaters. Im dritten Teil beschreibe Plath ihre Existenz als freie Schriftstellerin und die Versuche, sich von den prägenden Vorbildern zu lösen.
Noch vor Plaths Tagebüchern veröffentlichte ihre Mutter Aurelia Schober Plath 1975 Sylvia Plaths Briefe nach Hause, eine Sammlung von Briefen an verschiedene Familienmitglieder, vor allem an die Mutter. Mit der Veröffentlichung versuchte Aurelia Plath dem Bild entgegenzutreten, das in Ariel und der Glasglocke über ihre Tochter und ihre familiären Konflikte publik geworden war, und der Öffentlichkeit stattdessen das Bild einer braven, unbeschwerten Tochter zu vermitteln, das Sylvia ihrer Mutter in den Briefen stets vorgespielt hatte. Den Tagebüchern derselben Zeit gegenübergestellt wurden die Briefe für Elisabeth Bronfen zum Zeugnis, wie sehr sich Sylvia Plath äußerlich angepasst hatte, während sie in den Tagebüchern ihre soziale Entfremdung und den Verlust ihrer Identität beschrieb. Lotet Plath in den Tagebüchern jedes Gefühl in aller Tiefe aus, zeichnen sich die Briefe durch größte emotionale Distanz aus. Gleichzeitig werde der unerschütterliche Optimismus, den ihre Mutter von ihr erwarte, für „Sivvy“, wie sie sich in den Briefen nannte, auch zum Rettungsanker gegen ihre psychischen Krisen.

### Lyrik
Sylvia Plaths Gedichte werden oft als Confessional Poetry beziehungsweise „Bekenntnislyrik“ gewertet – eine Form der Dichtung, bei der der Autor biografische Details seines Lebens in Literatur verwandelt. Sie selbst beschrieb in einem Radiointerview mit der BBC im Oktober 1962: „Meine Gedichte entstehen unmittelbar aus den sinnlichen und emotionalen Erfahrungen, die ich mache.“ Doch sie wandte sich gleichzeitig gegen eine narzisstische Selbstbespiegelung und forderte, „Erfahrungen zu beherrschen und […] aus einem aufgeklärten und intelligenten Bewußtsein heraus zu bearbeiten.“ Spätere Untersuchungen der Werke Sylvia Plaths hielten der autobiografischen Lesart eine solche des Kunstcharakters der Arbeiten entgegen. So betonte Mary Lynn Broe, dass Plaths Gedichte stets von einer künstlerischen Kontrolle bestimmt waren und nicht einem bloßen Diktat von Krankheit und innerlicher Zerrissenheit entstammten.
Plaths frühe Gedichte folgten noch einem übernommenen Formkanon, waren beeinflusst von Vorbildern wie W. H. Auden und W. B. Yeats. Sie zeigten eine künstliche, archaische Sprache und bezogen sich häufig auf Mythen der Antike. In späteren, insbesondere ihren nachgelassenen Gedichten löste sich Plath verstärkt vom akademischen Korsett der frühen Arbeiten, auch wenn ihre Gedichte weiterhin metrisch geprägt blieben. Für Ted Hughes hatte Sylvia Plath erst in Ariel ihre eigene Stimme gefunden, die sie in ihrem Werk zuvor vergeblich gesucht hatte. In der literaturwissenschaftlichen und -kritischen Diskussion hat seit Dylan Thomas’ Death and entrances (1946) kein Gedichtband ein ähnliches Aufsehen erregt wie das 1963 postum veröffentlichte Buch Ariel mit Plaths nachgelassenen Gedichten, in denen die Unsicherheit einer Generation zum Ausdruck gebracht wird, die sich der Vergangenheit nicht gewachsen fühlte. Innerhalb weniger Monate vor dem Selbstmord der Autorin entstanden, erreichten diese lyrischen Experimente eine „beängstigende Intensität“ als äußerlich und innerlich vollkommener „Ausdruck eines Zeitgefühls.“ Die Faszination dieses Werkes wie auch die der Person der Dichterin hat sicherlich, wie Winter in seiner Analyse Plaths literarischen Schaffens hervorhebt, viel mit ihrem unzeitigen Suizid zu tun – ebenso wie der Kult, der sich um sie entwickelte. Inhaltlich beherrschten drei große Themenkomplexe die Lyrik Sylvia Plaths: die Naturlyrik, die familiären Beziehungen, insbesondere die Verarbeitung des frühen Todes des Vaters, sowie der Themenkomplex der Transzendenz des Selbst, seiner Auslöschung und Erneuerung.
Plaths Naturerfahrungen waren geprägt vom Staunen über die Wunder der Natur, wenn sie etwa in Poppies in October beim Anblick von Mohnblumen ausruft: „Mein Gott, was bin ich denn, / Daß diese späten Münder schreiend sich öffnen / In einem rauhreifen Wald, einem Kornblumenmorgen!“ Die Natur wird oft zum Omen für den Menschen sowie zur Personifikation seines Seelenzustands. Gleichzeitig bleiben Fremdheit und Andersartigkeit der Natur zu jedem Zeitpunkt spürbar und schließen etwa die Muschelsucherin in Mussel Hunter at Rock Harbour aus: „Ich / Stand ausgeschlossen da, auf einmal, für immer, / Verirrt ob der Wege ihrer / Absolut fremden / Ordnung“. Das lyrische Ich in Wuthering Heights wird gegenüber der Natur vom betrachtenden Subjekt zum betrachteten Objekt: „Die schwarzen Schlitze ihrer Pupillen nehmen mich auf.“
In The Moon and the Yew Tree verwandelt sich eine psychische in eine Naturlandschaft. Das lyrische Ich, das sich zuerst als Schöpfer der Szene empfindet, wird zum vergeblich auf Zärtlichkeit wartenden Kind, der unpersönliche Mond seine blinde Mutter: „Der Mond sieht davon nichts. Er ist nackt und wild. / Und die Botschaft der Eibe ist Schwärze – Schwärze und Schweigen.“
Eine große Anzahl von Plaths Gedichten kreist um die Figur des Vaters, seinen frühen Verlust und ihre Versuche, ihn imaginär wiederzubeleben. In On the Decline of Oracles ist das Vermächtnis des Vaters das Geschenk der Phantasie: „Ich bewahre die Stimmen, die er / Mir in meine Ohren und in meine Augen setzte.“ Das Gedicht Electra on Azalea Path beginnt mit den Worten: „Am Tag, an dem du starbst, ging ich in den Dreck, / In den dunklen Winterschlaf“. Die Tochter des Gedichtes sieht den Tod des Vaters als Folge ihrer Geburt und Strafe ihrer Liebe zu ihm: „Meine Liebe brachte uns beide um.“ Inzestphantasien erweckt die Beschwörung des Vaters in The Bee Keeper’s Daughter; der Vater wird zum Bräutigam. In The Colossus erschafft sich die Tochter den Vater neu als Idol, eine kolossale Statue, in der sie haust. Dagegen propagiert die Tochter in Daddy den Vatermord: „Daddy, ich mußte dich töten. / Doch bevor ich dazu kam, starbst du“. Der Vater wandelt sich vom allmächtigen Beschützer zum Schergen der Nazis: „Einen Mann in Schwarz mit Mein-Kampf-Gesicht, / Mit einem Faible für Folter und Qual“. Die Kindheit wird zum Holocaust überhöht. Die Tochter muss ihrem Vater wie einem Vampir einen Pflock durchs Herz rammen, um die Vergangenheit endgültig auszutreiben: „Daddy, du Drecksack, jetzt hab ich genug.“
Auch der Themenkomplex der Selbstauflösung und Verwandlung durchzieht Plaths Werk. Das siebenteilige Gedicht Poem for a Birthday kreist um die Rückkehr zu einem Zustand vor der Benennung der eigenen Identität. In einer Umkehr des Vorgangs der Geburt fordert das lyrische Ich: „Mutter der Andersheit, / Verschling mich.“ In Ariel verwandelt sich eine Reiterin durch vollständige Verausgabung des eigenen Selbst in reine Energie: „Und ich / Bin der Pfeil, / Der Tau, der verfliegt“. Zum Schauplatz einer Metamorphose anderer Art wird in Tulips ein Krankenzimmer, in dessen weißer Neutralität eine Kranke jegliche Bindung und Identität verliert. Auch in Fever 103° wird das Fieber der Krankheit zum Anlass einer innerlichen Reinigung, bis das lyrische Ich am Ende gen Himmel aufsteigt: „Ich denke, ich hebe ab / Ich denke, ich steige auf – Bleitropfen flattern, und ich, Liebster, eine / Reine Acetylen- / Jungfrau“. Da jede Identität eingeengt ist durch die Fesseln von aufgezwungenen Rollen, bleibt als einziger Ausweg und endgültige Freiheit nur die Hinwendung zum Tod. Er wird in A Birthday Present als würdiges Geburtstagsgeschenk herbeigesehnt: „Wenn es der Tod wäre, / Ich verehrte seine tiefe Ernsthaftigkeit, seine zeitlosen Augen.“ Lady Lazarus. verkündet im gleichnamigen Gedicht: „Sterben / Ist eine Kunst, wie alles andere auch. / Ich kann es besonders gut.“ In Edge, einem ihrer letzten Gedichte, verweist Plath auf den antiken Medea-Mythos. Im Gegensatz zu früheren Darstellungen von Auflehnung, Zorn und Schmerz herrscht nun ein erstarrter Fatalismus vor: „Die Frau ist vollendet. / Ihr toter / Körper trägt das Lächeln des Erreichten.“
Obwohl Sylvia Plath in Amerika geboren und erzogen wurde, sind ihre aus literaturkritischer Sicht besten Gedichte während ihrer Studienzeit und durch die Heirat mit dem englischen Lyriker Ted Hughes in England entstanden, wo sie intensiv mit der literarischen Szene in Berührung kam. Dementsprechend wird sie mit guten Gründen in der literaturwissenschaftlichen Diskussion nicht nur für die amerikanische, sondern ebenso für die englische Literatur reklamiert. Bedingt durch ihr deutsch-österreichisches Elternhaus fühlte sie sich mit der europäischen Vergangenheit verbunden; so wird in ihrem Werk auch das Bewusstsein der Mitschuld an den nationalsozialistischen Verbrechen vor allem in ihren letzten Gedichten zu einem vielschichtigen Komplex.

### Prosa
Für ihre Kurzgeschichten, die zuerst in Illustrierten wie Seventeen und Mademoiselle veröffentlicht wurden, zeigte Sylvia Plath deutlich unterschiedlichere Ambitionen als für ihre Gedichte. In einem Brief an ihre Mutter vom 14. März 1953 betonte sie, dass sie beide Literaturgattungen „einem speziellen Markt anpasse […]. Ich will mit meinen Gedichten beim New Yorker und mit meinen Geschichten beim Ladies’ Home Journal ankommen“. Daher richtete Plath ihre Prosa durch, verglichen etwa mit ihrer späten Lyrik, eher konventionelle Erzählstrukturen an den Marktvorgaben aus. Gleichzeitig verwendete sie aber rhetorische Stilmittel wie Spott und schwarzen Humor, um den amerikanischen Traum zu dekonstruieren. Plaths Bedürfnis, das Trauma, das sich unter der Oberfläche eines Mythos von Wohlstand, Glück und Unfehlbarkeit verbarg, bloßzulegen, ging einher mit ihrem Wunsch, innerhalb der herrschenden Strukturen zur erfolgreichen und anerkannten Schriftstellerin aufzusteigen. So zeichnete sich Plaths Prosa laut Elisabeth Bronfen durch die Ambivalenz aus, sich formal in den Konventionen einer Kultur zu bewegen, die gleichzeitig inhaltlich in Frage gestellt werde.
Viele Kurzgeschichten Plaths, die in deutscher Übersetzung in den beiden Sammelbänden Die Bibel der Träume und Zungen aus Stein veröffentlicht wurden, thematisieren eine soziale Außenseiterrolle, die Individualität des Einzelnen gegenüber der gesellschaftlichen Angst vor allem Besonderen. In America! America! beschreibt die Erzählerin anhand ihrer Einführung in eine amerikanische Studentenverbindung die kulturelle Assimilierung von Andersdenkenden in der amerikanischen Gesellschaft. Auch Einführung handelt von erniedrigenden Aufnahmeritualen im amerikanischen Collegewesen, die die Hauptfigur erfolgreich verweigert. Traumatische Erfahrungen der unvermittelten Außenseiterrolle von Kindern deutscher Abstammung im Amerika des Zweiten Weltkriegs bilden den Hintergrund von Superman und Paula Browns neuer Schneeanzug und Der Schatten. Andere Geschichten handeln vom Kampf um die Entfaltung weiblicher Kreativität in einer männlich dominierten Umgebung, etwa wenn in Das Wunschkästchen die dunklen Alpträume einer Frau allmorgendlich gegenüber dem strahlend-bunten Nachtphantasien ihres Ehemanns nicht bestehen können – eine Konkurrenzsituation, der sie erst durch den Tod entkommen kann. Auch in Johnny Panic und die Bibel der Träume sind es Träume, die durch die Wirklichkeit nicht zu beherrschen sind und die Protagonistin der realen Welt mehr und mehr entfremden.
Ihren einzigen Roman Die Glasglocke hatte Sylvia Plath, wie sie mehrfach ihrer Familie versicherte, lediglich als „Brotarbeit“ angelegt. Heute wird er allerdings als integraler Bestandteil von Plaths Œuvre gewertet. Dem befreundeten Kritiker Al Alvarez gegenüber bezeichnete Plath Die Glasglocke als „autobiografische Lehrlingsarbeit“, die sie schreiben musste, um sich von ihrer Vergangenheit zu befreien. Auch der Bildungsroman der neunzehnjährigen Esther folgt einer mit schwarzem Humor betriebenen Dekonstruktion des amerikanischen Mythos, doch gleichzeitig arbeitete Plath mit den Mitteln eines Unterhaltungsromans die autobiografische Geschichte ihres eigenen New-York-Aufenthalts sowie des anschließenden Suizidversuchs im Sommer 1953 auf. Der Roman endet nach einem Aufenthalt in einer psychiatrischen Klinik mit dem Motiv der Wiedergeburt und dem erneuten Eintritt einer gereinigten Heldin in die Welt. Für Ted Hughes war Die Glasglocke ein wichtiger Schritt Plaths, der zu ihrer späten Lyrik führen sollte. Im gleichen Zeitraum wie die Ariel-Gedichte entstanden, greift der Roman auf dasselbe Repertoire von Symbolen zurück. Und wie die Gedichte besitzt er einen schichtartigen Aufbau, in dem eine scheinbar heile Oberfläche durch tiefer sitzende Verstörungen bedroht wird.
Die 2019 aus dem Nachlass erstmals auf Englisch erschienene Kurzgeschichte über Mary Ventura, die Schilderung einer abrupt endenden Zugreise, endet in einer düsteren Apotheose der gleichnamigen Protagonistin. Dieses Ende dürfte auch ausschlaggebend dafür gewesen sein, dass Sylvia Plath damals, 1952, keine Publikationsmöglichkeit für ihren Text finden konnte, stand er doch konträr zur Aufbruchstimmung der 1950er Jahre.

## Rezeption und Wirkung
Sowohl Sylvia Plaths literarischer Erfolg als auch der Mythos, der sie als Person umgab, setzten erst nach ihrem Tod und insbesondere nach der späten Publikation der Glasglocke 1971 in den Vereinigten Staaten ein. Der Roman hielt sich danach über ein Jahr auf den Bestsellerlisten des Landes. Die amerikanische Literaturkritikerin Marjorie Perloff stellte im Frühjahr 1973 fest: „Während des letzten Jahres wurde Sylvia Plath zu einer echten Kultfigur.“ Und sie urteilte: „Plaths wird nicht aufgrund eines bedeutenden Œuvre erinnert werden, sondern wegen einiger erstaunlicher und ausgezeichneter Gedichte, eines faszinierenden autobiographischen Romans und wegen des Beispielcharakters ihres Lebens mit seiner schrecklichen Spannung zwischen Erfolg und Leiden“. Ihre Kollegin Ellen Moers hob Sylvia Plaths Bedeutung für die Frauenbewegung hervor, als sie 1977 würdigte, dass „keine andere Schriftstellerin für die gegenwärtige feministische Bewegung wichtiger war, obwohl Sylvia Plath kaum eine Feministin war und sie im Alter von dreißig Jahren starb, bevor die feministische Bewegung begann.“
In der Rezeption von Sylvia Plaths Veröffentlichungen wurde oft der Zusammenhang zwischen Leben und Werk besonders betont. So schrieb der amerikanische Dichter Robert Lowell 1966 in seinem Vorwort zu Ariel: „Alles in diesen Gedichten ist persönlich, bekenntnishaft, gefühlt, aber die Art des Gefühls ist eine kontrollierte Halluzination, die Autobiographie eines Fiebers.“ Durch diesen starken autobiografischen Bezug der Werke rückte das Leben der Autorin in den öffentlichen Fokus, was seinen Niederschlag in der Veröffentlichung ihrer Briefe und Tagebücher sowie zahlreicher Biografien über Sylvia Plath fand. Joyce Carol Oates schrieb in einem Essay, „dass Sylvia Plath für uns eine tragische Figur repräsentiert, die in einen tragischen Akt involviert war, und dass ihre Tragödie uns als nahezu perfektes Kunstwerk angeboten wurde“. Noch weiter ging Bruce Bawer mit seiner Behauptung, dass „offenkundig das tatsächliche Interesse nicht Plaths Kunst, sondern ihrem Leben gilt“. Irving Howe beklagte den Mythos, der sich um Sylvia Plath zu ranken begann: „Es ist eine Legende, die unsere Begierde zur Heroisierung von Krankheit anstachelt.“ Andere Kritiker wandten sich gegen die Verschmelzung von Leben und Werk. So sah Elizabeth Hardwick in Plaths Tod keinerlei Notwendigkeit für die Größe ihres Werkes. Und Tracy Brain wehrte sich in ihrem Buch The Other Sylvia Plath gegen Versuche, Plaths Arbeiten lediglich als Beweisstücke gegen ihren Ehemann, die Eltern oder weibliche Rivalen zu deuten: „Es ist herabsetzend für Plaths Werk, es auf diese Art zu behandeln, da dies impliziert, Sylvia Plath wäre zu einfallslos gewesen, sich etwas auszudenken, oder zu selbst-fixiert, um sich mit etwas zu beschäftigen, das größere historische oder kulturelle Bedeutung besitzt.“
Dennoch wurde die Bildung eines Mythos um Sylvia Plaths Leben dadurch begünstigt, dass ihre Hinterbliebenen Teile ihres Werkes unter Verschluss hielten oder nur zögernd veröffentlichten. Ted Hughes bekannte 1982 im Vorwort zur Herausgabe von Plaths Tagebüchern, dass er den letzten Band vernichtet habe, damit ihre Kinder ihn nicht lesen sollten; ein weiterer sei ihm abhandengekommen. Bei der Herausgabe von Ariel ließ er einige der „persönlicheren, aggressiveren“ Gedichte entfallen. Sylvias Mutter Aurelia Plath verhinderte die amerikanische Ausgabe von Die Glasglocke bis 1971, da der Roman die „gemeinste Undankbarkeit“ gegenüber all jenen darstelle, die Sylvia Plath geliebt und ihr geholfen hätten. Die einzige von Plaths Erben autorisierte Biographie, die in Zusammenarbeit von Anne Stevenson und Teds Schwester Olwyn Hughes entstand, erweckte bei vielen Lesern den Eindruck, Partei gegen Sylvia Plath zu ergreifen. Der persönlich mit Plath bekannte Literaturkritiker Al Alvarez warf dem Buch vor, keine Gelegenheit zu versäumen, „Plath zurechtzustutzen“, und jemanden übel zu beleumunden, der nicht länger für sich selbst sprechen könne.

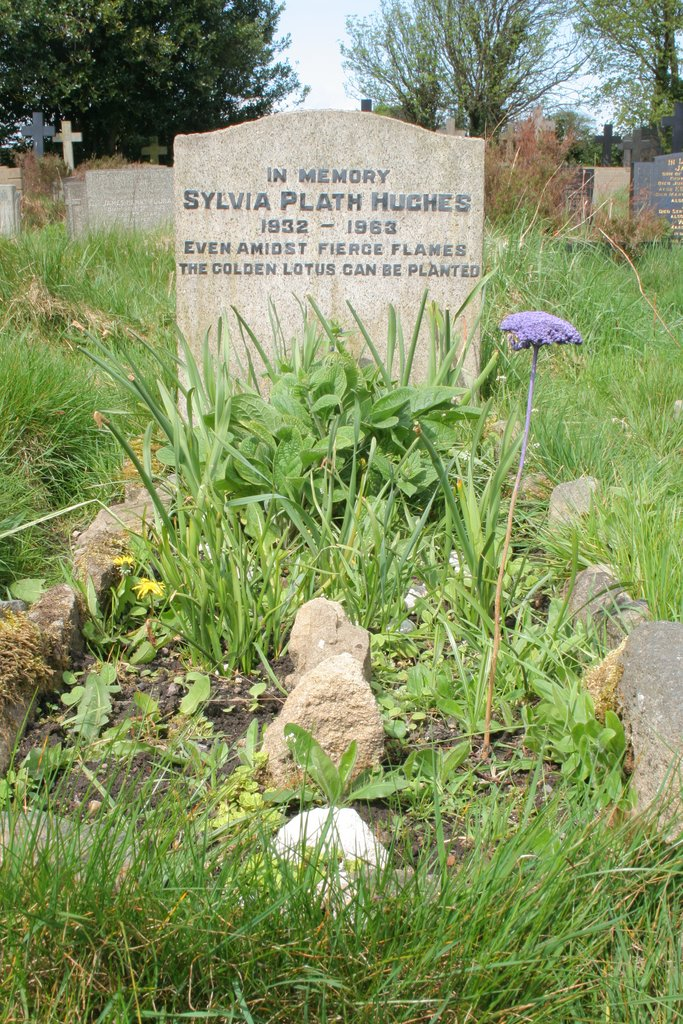
Das Grab Sylvia Plaths in Heptonstall, West Yorkshire

Einen Höhepunkt der öffentlichen Auseinandersetzung um Sylvia Plath bildete die Kontroverse um ihr Grab. Nachdem in der Vergangenheit mehrmals der Name Hughes in der Grabinschrift Sylvia Plath Hughes mutwillig beschädigt worden war, ließen Plaths Hinterbliebene den Grabstein völlig entfernen, worauf es 1989 in der britischen Tageszeitung The Guardian zu einer kontroversen Debatte kam, wer das Recht am Grab Sylvia Plaths und seiner Bedeutung als Erinnerungsstätte besäße. Inzwischen wurde der Grabstein wieder errichtet. In seiner Stellungnahme sah Ted Hughes neben den Bedürfnissen der Leser nach ihrer persönlichen Sicht auf die Dichterin wenig Raum für Sylvias oder sein eigenes Leben: „Ein abwägender Beobachter würde zu dem (meiner Meinung nach richtigen) Schluß kommen, daß die Spekulationen über Sylvia Plath mehr gebraucht werden als die Fakten über sie.“ Im Januar 1998, wenige Monate vor seinem Tod, publizierte Hughes den Gedichtband Birthday Letters, eine Sammlung von 88 Gedichten über seine Beziehung zu Sylvia Plath, die er während des letzten Vierteljahrhunderts verfasst hatte und die als seine persönliche Form von Trauerarbeit interpretiert werden können.